# Émile Vuigner
Émile Vuigner, de son nom complet Marie-Émile Vuigner, est né le 22 juin 1798 à Saint-Valery-sur-Somme où il est mort le 7 novembre 1865. C'est un ingénieur civil à la Compagnie des Canaux et ingénieur en chef des travaux et de la voie à la Compagnie des chemins de fer de l'Est. 
Il est connu pour ses réalisations aux bassins de la Villette et au canal de l'Ourcq. Émile Vuigner est aussi l'un des fondateurs de la Société des ingénieurs civils de France.

## Biographie

### Enfance et formation
Marie-Émile Vuigner, dit Émile, est né le 22 juin 1798 à Saint-Valery-sur-Somme. Son grand-père, M. Masset, avait déjà été par ses interventions vigoureuses un élément déterminant pour l'ouverture, en 1786, du canal de la Somme.

### Entrepôts de La Villette
En 1836, Émile Vuigner fait construire les docks-entrepôts du bassin de la Villette, quai de La Loire pour le stockage de grains. En 1860 il fait construire les docks-entrepôts du pont de Flandre, quai de la Gironde.

### Canal de l'Ourcq
Entre 1839 et 1841, Émile Vuigner, alors directeur technique de la société concessionnaire du canal de l'Ourcq est à l'origine de nombreux travaux sur ce canal. En effet, la pente du canal atteint par endroits 9 cm par kilomètre, ce qui posait des problèmes pour la navigation. Cette pente avait été retenue auparavant afin d'acheminer de l'eau de qualité à Paris. Il fit donc construire cinq écluses à double sas. Elles dégageaient un passage de 3,20 m de large et permettaient d'écluser simultanément trois flûtes. La hauteur des chutes était de l'ordre de 40 cm. Cette solution était alors la moins onéreuse. De plus, les deux sas permettaient d'en consacrer un à la navette rapide qui reliait Paris à Meaux, et l'autre pour le fret.
Aujourd'hui une seule de ces écluses est encore en service, à Varreddes. Les quatre autres ont été remplacées entre 1991 et 1998 par des écluses à un seul sas offrant un passage de 5,20 m.
En 1841, afin d'apporter plus d'eau au canal de l'Ourcq, la compagnie décide d'utiliser l'eau venant du Clignon, un des affluents de l'Ourcq. Cependant, un problème se pose : l'affluent se situant sur la rive gauche, il faut franchir l'Ourcq. Émile Vuigner va alors concevoir le pont-canal du Clignon, ouvrage à trois arches permettant la navigation de bateaux jusqu'à 3,20 m de largeur.

### Les chemins de fer de l'Est
- de 1845 à 1852, en tant qu'ingénieur, il travaillera à l'élaboration de la ligne Paris-Strasbourg.
- en 1857 il est félicité par l'Empereur pour la réalisation rapide de la ligne de Châlons à Mourmelon-le-Petit, ligne construite en seulement 65 jours.
- de 1853 à 1858, il travaille sur le projet de la ligne Paris-Mulhouse.
- Émile Vuigner est le concepteur du viaduc Daumesnil à Paris, achevé en 1859, actuellement appelé viaduc des Arts pour la ligne de Paris-Bastille à Marles-en-Brie.
- Participation en tant qu'ingénieur à la construction du viaduc de Nogent-sur-Marne sur la ligne de Paris-Est à Mulhouse-Ville.

### Décès
Émile Vuigner meurt le 7 novembre 1865 à Saint-Valery-sur-Somme.

## Publications
- Mémoire relatif aux travaux exécutés pour l'établissement de l'embranchement du camp de Châlons: chemin de fer de vingt-cinq kilomètres, construit en soixante-cinq jours, ed. Dunod, 1863.